# Promna (gmina)
Pour les articles homonymes, voir Promna.
Promna est une gmina rurale du Powiat de Białobrzegi, dans la Voïvodie de Mazovie, dans le centre-est de la Pologne.
Son siège administratif est le village de Promna, qui se situe environ 4 kilomètres au nord de Białobrzegi (siège de la powiat) et 60 kilomètres au sud de Varsovie (capitale de la Pologne).
La gmina couvre une superficie de 120,74 kilomètres rond pour une population de 5 841 habitants en 2006.

## Histoire
De 1975 à 1998, la gmina est attachée administrativement à la voïvodie de Radom. Depuis 1999, elle fait partie de la voïvodie de Mazovie.

## Géographie
La gmina de Promna inclut les villages suivants :
- Adamów
- Biejków
- Biejkowska Wola
- Bronisławów
- Broniszew
- Daltrozów
- Domaniewice
- Falęcice
- Falęcice-Parcela
- Falęcice-Wola
- Gajówka Jastrzębia
- Góry
- Helenów
- Jadwigów
- Karolin
- Lekarcice
- Lekarcice Nowe
- Lekarcice Stare
- Lisów
- Mała Wieś
- Mała Wysoka
- Olkowice
- Olszamy
- Osuchów
- Pacew
- Pelinów
- Piekarty
- Piotrów
- Pnie
- Promna
- Promna-Kolonia
- Przybyszew
- Rykały
- Sielce
- Stanisławów
- Wojciechówka
- Wola Branecka
- Zbrosza Mała

### Gminy voisines
La gmina de Promna est voisine des gminy suivantes :
- Białobrzegi
- Goszczyn
- Jasieniec
- Mogielnica
- Warka
- Wyśmierzyce